# 델 클로즈
델 클로스(Del Close, 1934년 3월 9일 ~ 1999년 3월 4일)는 미국의 배우, 작가, 무대 연출가이다.
맨해튼에서 태어났으며 시카고에서 사망하였다. 사인은 폐기종이다.

## 출연 작품
- 특종 (1992, The Public Eye)
- 사랑 사기꾼 (1990년)
- 불타는 복수 (1989년)
- 멸망의 창조 (1989년)
- 우주 생명체 블롭 (1988년)
- 사랑의 록밴드 (1987년)
- 빅 타운 (1987년)
- 언터처블 (1987년)
- 페리스의 해방 (1986년)
- 도둑 (1981년)
- 라스트 어페어 (1976년)
- 청춘 낙서 (1973년)
- 비웨어 더 브롭 (1972년)